# Horst Schütz
Horst Schütz (ur. 8 maja 1951 w Kandel) – niemiecki kolarz torowy i szosowy reprezentujący RFN, złoty medalista torowych mistrzostw świata.

## Kariera
Największy sukces w karierze Horst Schütz osiągnął w 1984 roku, kiedy zdobył złoty medal w wyścigu ze startu zatrzymanego zawodowców podczas mistrzostw świata w Barcelonie. W zawodach tych bezpośrednio wyprzedził Maxa Hürzelera ze Szwajcarii i ówczesnego dwukrotnego mistrza świata - Belga Constanta Tourné. Startował także w wyścigach szosowych, wygrywając między innymi kryterium w szwajcarskim Stafa w 1976 roku, Brugg w 1978 roku oraz niemieckim Ludwigsburgu w 1981 i 1982 roku. Schütz wielokrotnie zdobywał medale mistrzostw kraju, zarówno w kolarstwie torowym jak i szosowym. Nigdy nie wystąpił na igrzyskach olimpijskich.